# 前9千紀
前9千纪，即公元前8000至9000年之间的一千年，是全新世的第一个完整千年。
通常认为全新世始于公元前9700年（约11,700年前）。

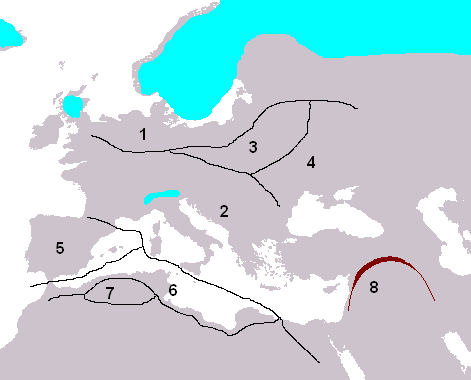
前9千纪的欧洲及邻近地区。蓝色区域为冰雪覆盖
(1) 旧石器时代晚期文化
(2) 中石器时代文化
(3) Swiderian文化
(4) 黑海、Tardenoisian文化
(5) 伊比利亚Capsian文化
(6) Oranian 文化
(7) Lower Capsian 文化
(8) 新月沃土

这一千年中的事件无法精确定位，所有日期均为估算，主要基于地质和人类学分析或放射性测年。
过渡性的后旧石器时代逐渐被新石器时代取代。新石器时代的核心特征是农业定居，农业在新月沃土扩展，证据从黎凡特延伸到现代伊朗扎格罗斯山脉。陶器广为传播。耶利哥等更大规模的定居点沿着食盐和燧石的贸易路线兴起。据信，到千年末期，中国的农业已开始发展，而在其他地区，特别是欧洲，新石器时代依然持续。
随着末次冰盛期的冰川消退，歐亚大陆北部再次有人定居。世界人口达到百万级，可能低于500万。

## 事件
- 约前9000年—地中海，地中海岛屿开始有人定居。
- 约前9000年—古代近东开始出现新石器时期文化。
- 约前9000年—哥贝克力石阵，出现在土耳其东南部。[1]

- 约前9000年—伊拉克北部发现最早养羊的证据。[2]
- 约前9000年—中东发现铜。
- 约前8500年—安地斯山脈附近种植辣椒和两种豆类。
- 约前8000年—美索不达米亚，农业出现。
- 约前8000年—亚洲—中国和土耳其开始驯养猪。
- 约前8000年—中东驯养山羊。
- 约前8000年—有证据表明亚洲开始驯养犬
- 约前8000年—耶利哥人开始用粘土制砖，然后晒干。[2]

## 中国文化
仙人洞、吊桶环遗址（约前23,000年至前7,000年，位于江西上饶）
虎头梁遗址群（包括于家沟遗址，约前12,000年至前6,000年，位于河北阳原）
柿子滩遗址（约前18,000年至前8,000年，位于山西临汾）
下川文化(年代？，位于山西省中条山）
李家沟遗址（约前8500年至前6600年）
四台遗址（约前8,400年至前4,400年，位于河北张家口）
南庄头遗址（约前8,500年至9,700年，位于河北保定）

## 冶金学
铜（Cu，29）最初以自然矿块的形式被发现，随即成为早期冶金活动的对象。其后，铜的提取技术逐步发展，开始从绿矿石等矿石中提取。来自美索不达米亚的铜挂件的年代可追溯至公元前8700年，表明铜的使用有着悠久的历史。然而，在系统的金属提取工艺尚未成熟之前，铜的应用范围相对有限。